# ناصر اعتمادی
سرتیپ ناصر خان نصرالدوله (۱۲۷۱ – ۱۳۲۸ تهران) که نام خانوادگی اعتمادی را برگزید، پدرش معین‌السلطان پسردایی ناصرالدین شاه بود. عمویش نیز مهدی‌قلی‌خان مجدالدوله بود که با دو تن از دختران ناصرالدین شاه ازدواج کرده بود. پس از تحصیلات ابتدائی و متوسطه به اروپا رفت و چند سال در روسیه و حدود ده سال در آلمان تحصیل کرد. پس از بازگشت به ایران با درجه سرهنگی وارد قزاقخانه شد. اولین شغل مهم وی ریاست محاسبات (حسابداری) وزارت جنگ بود. سپس به فرماندهی قوای قزاقخانه آذربایجان و پس از آن، اصفهان رسید و درجهٔ سرتیپی گرفت.
ناصر خان در سال ۱۲۹۷ به وزارت داخله منتقل و حکمران بندرهای جنوب شد. از آن‌جا به حکومت خمسه و زنجان رسید. در همین سمت بود که در جریان کودتای سوم اسفند ۱۲۹۹ بازداشت و زندانی شد. نصرالدوله چندی نیز در سمنان تبعید بود. در اواخر سلطنت رضاشاه مأمور خرید و حمل کارخانه ذوب‌آهن شد و به آلمان رفت. برای حمل وسائل کارخانه تلاش کرد. با شروع جنگ جهانی دوم اقداماتش ناتمام ماند و به ایران بازگشت.
پس از شهریور ۱۳۲۰ اعتمادی به ریاست شرکت شیلات منصوب و سپس معاونت وزارت راه و معاونت نخست‌وزیری منصوب شد. محمد ساعد مراغه‌ای که به نخست‌وزیری رسید، او را در ۱۷ فروردین ۱۳۲۳ به عنوان وزیر کشاورزی به مجلس معرفی کرد.
وی اواخر سال ۱۳۲۴ استاندار خراسان و در ۲۲ اسفند ۱۳۲۶ رئیس هیئت مدیره شرکت مختلط شیلات ایران و شوروی شد.
از نصرالدوله اعتمادی به عنوان مردی باسواد، مؤدب، دست و دل باز و کم‌کار یاد می‌شود.